# Poesje (theater)

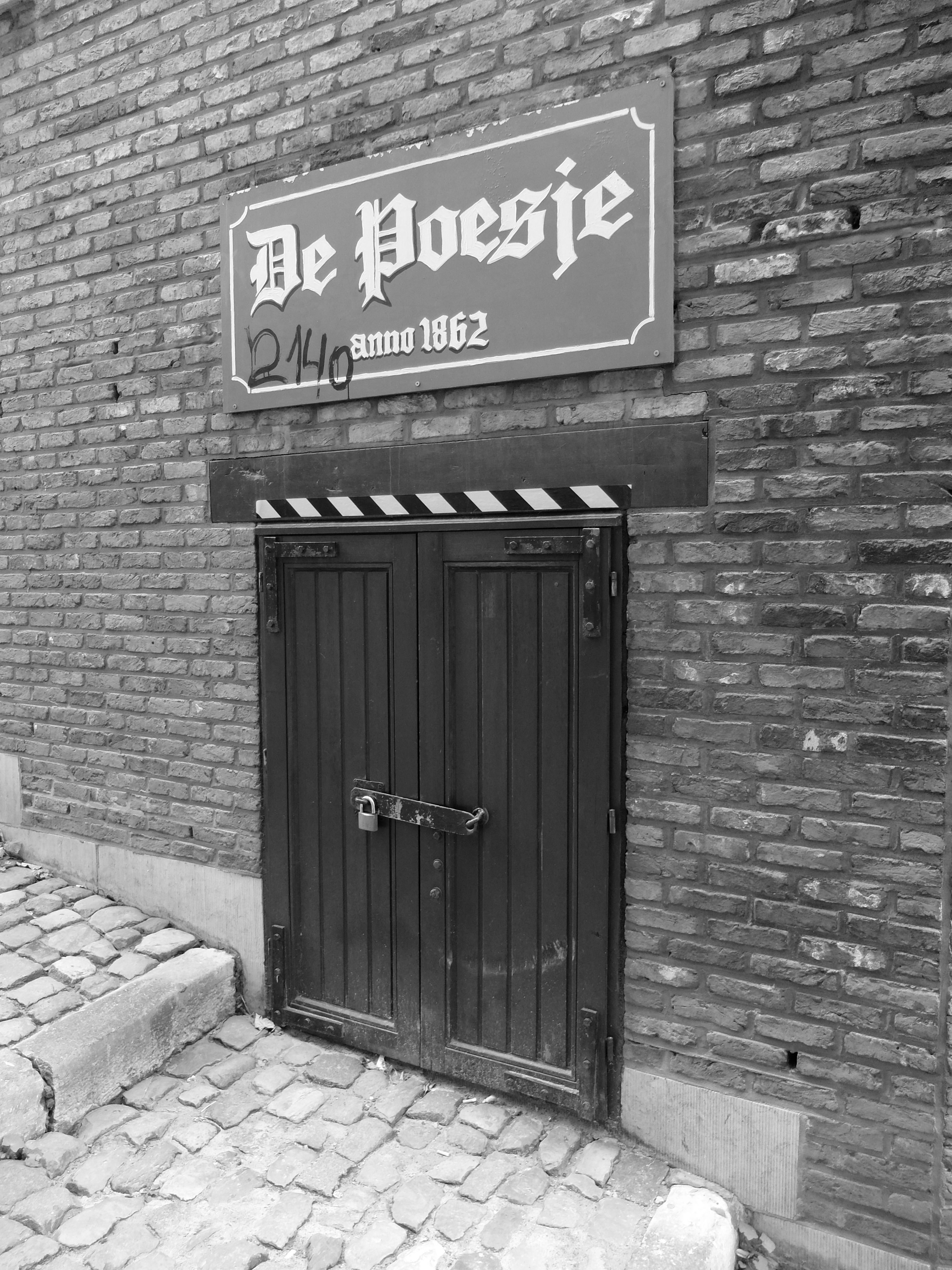
Ingang van De Poesje

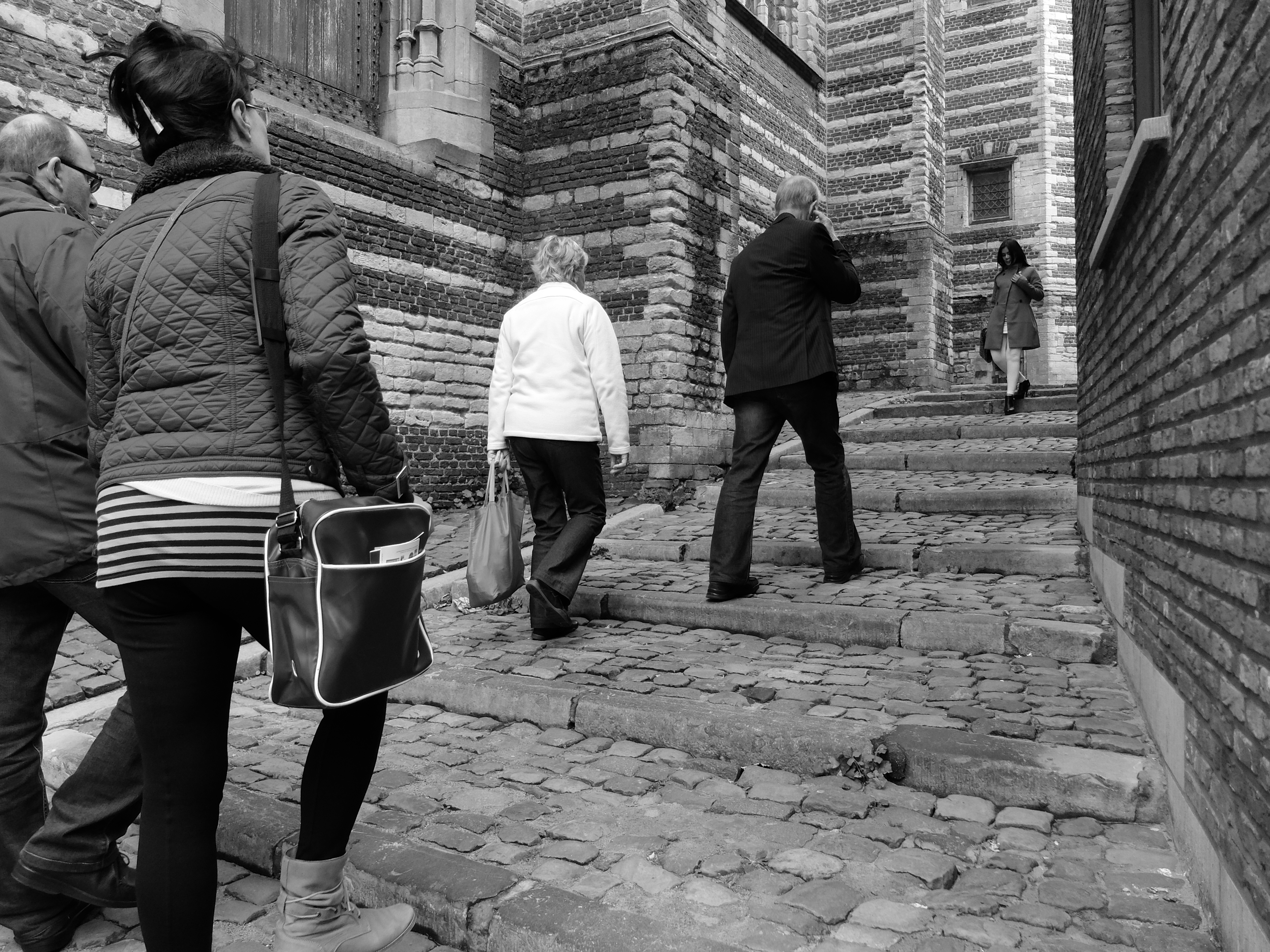
Repenstraat met links het Vleeshuis en rechts de Poesje

De Poesje is de afkorting van “poesjenellentheater”, een Vlaams poppentheater in Antwerpen.

## Omschrijving
“De Poesje” (niet het) is geen handpoppen- maar een marionettentheater met stangpoppen.
Er zijn slechts enkele  “Poesje”-theaters in Antwerpen, waarvan dat in de Repenstraat "De poesjenellen kelder" het meest bekende is, en de "Poesje van StAndries" de meeste vertoningen geeft. De Poesje van de Lange Wapper speelt regelmatig en houdt de traditie in ere. Andere theaters waar ook met stangpoppen wordt gespeeld worden niet "Poesje" genoemd (zoals Van Campen en 't Voske).
Van Campen heeft anno 2016 de deuren gesloten.
Met "poesje" en "poesjenel" wordt ook de marionet zelf aangeduid. Ze worden ook wel "voddebalen" genoemd vanwege hun kledij gemaakt van vodden. De kop, onderarmen en onderbenen zijn van hout, de poppen zijn 50 à 60 centimeter hoog en worden met twee ijzeren stangen bewogen. Eén vastgemaakt aan de kop en een ander aan de rechterhand. De oudste poppen werden uit cederhout gekerfd, later uit eikenhout.
De stukken van de Poesje-theaters worden enkel in het Antwerps dialect gespeeld, en hun hoofdpersonage is "De Neus" (een pop met een grote neus), en het andere benoemde personage is Jan zonder vrees, alle overige personages hebben bijnamen als "Den Bult" (met bochel), "De Schele", Mie Vis, Jan Lawijt, Den Bronze (met rood haar) etc.
In 2024 werd beslist te stoppen met de Poesje van Sint Andries. De schavies werd feestelijk ontvangen op het stadhuis.

## Geschiedenis

### De 16de eeuw
Het Antwerpse poppenspel vond zijn oorsprong in Italië te Napels in de commedia dell'artetraditie. De Italiaanse schelmenfiguur Pulcinella was een pop die in zijn strijd tegen de Spaanse huursoldaten al gauw een soort van volksheld werd. Pulcinella had een grote neus en een bult op zijn rug. Zijn fysieke kenmerken sijpelden later door in twee verschillende Antwerpse poesjenellenfiguren: de Neus en de Bult. Een derde figuur, de schele, stotterende, maar spitsvondige Schele is een volledig Antwerpse creatie. "Poesje" is overigens een verbastering (via poesjenel) van Pulcinella.
In de 16de eeuw werden er al poesjenellentheatervoorstellingen gehouden in Antwerpen. De Hertog van Parma schafte in 1585 de rederijkerskamers af in de stad, omdat deze “brandhaarden van hervormingsgedachten” waren. Prompt ontstonden er diverse poesjenellentheaters waar politici nog veel scherper belachelijk werden gemaakt. De Spaanse bezetters namen deze poppenspelen echter niet serieus en dus konden deze "poesjes" eeuwenlang rustig doen en zeggen wat ze wilden.

### De 19de eeuw
In de jaren 1820 bezocht de latere schrijver Hendrik Conscience als kind regelmatig voorstellingen in "De Poesje" in de Boomgaardstraat (tegenwoordig Bogaardestraat), in het Sint-Andrieskwartier. Hij zou er in zijn latere memoires, "De Geschiedenis mijner jeugd" met nostalgie op terugblikken. Sommige voorstellingen waren afgeronde verhalen, maar er werd ook in feuilletonvorm gewerkt waarbij elke voorstelling een vervolg kende.“De Poesje” was erg populair bij de gewone bevolking. Er werd in het gewone dialect gesproken, schuttingtaal was alomtegenwoordig en machthebbers werden meedogenloos belachelijk gemaakt. In 1839 leidde dit tot een verbod van de poesjenellentheaters in het Sint-Andrieskwartier. De buurt was in die tijd tamelijk onguur en advocaat Melchior J.C. Kramp  vreesde dat de poppentheaters zouden bijdragen aan de verloedering van het Sint-Andrieskwartier en de openbare veiligheid bedreigden. Ook sommige gewone burgers steunden de beslissing, meestal uit angst voor hun huisbazen.
In 1862 ontstond in de Repenstraat, nabij het Vleeshuis echter een nieuw "Poesje", wellicht de bekendste Poesje in Vlaanderen. (Jarenlang stond er "1848" als stichtingsdatum boven "De Poesje", maar dit is een fout.)  Hier mocht Charles Janssens wel voorstellingen geven, al moest hij het stadsbestuur beloven enkel voor "kleine jongens" te spelen. Deze poesjenellenkelder werd  meteen een uitermate populair volksvermaak en trok al spoedig een groter en volwassener publiek aan. Omdat er geen klachten kwamen, liet de politie deze “Poesje” rustig zijn gang gaan. De voorstellingen vonden plaats in de kelder van herberg "In het Duifken", uitgebaat door herbergierster "Madam Warm Joke" of "Jo Garnot". Toen zij een café-chantant kocht en naar de Beenhouwersstraat verhuisde, verkocht ze het hele poesjenellentheater aan Leopold Pasmans. Pol Pasmans was een poppenspeler die geregeld voorstellingen gaf in de kelder van een café onder de Kaasstraat. Omdat zijn voorstellingen regelmatig verstoord werden door een orgel in het café, besloot hij naar de Repenstraat te verhuizen. Hier zou hij decennialang instaan als directeur van “De Poesje”. Omdat hij eigenlijk schoorsteenveger was kreeg hij de bijnaam "de schavies". Deze eretitel zou later overgaan op zijn opvolgers en is thans nog steeds de bijnaam van alle poesjenellenpoppenspelers.
Pasmans' "De Poesje" werd spoedig de belangrijkste en enige poesjenellenkelder van Antwerpen. Hij kocht al zijn concurrenten op en noemde de kelder vanaf 1894:  "DE Poesje". Pasmans weigerde echter vrouwen toe te laten en maakte hier zelfs een regel van. In de loop der jaren ondervond het poppentheater echter alsnog concurrentie van echte theaters met acteurs, zoals "De Vlomse Comedie" en de café chantants. Noodgedwongen begon Pasmans hierop privévertoningen te geven voor gezelschappen en verenigingen, een traditie die tegenwoordig nog steeds geldt.
Eind 19de eeuw kreeg "De Poesje" steeds meer aandacht van de burgerij, schrijvers, intellectuelen en andere prominenten. Tijdens de wereldtentoonstelling van 1894 in Antwerpen werden er een tijdje voorstellingen gegeven in de wijk Oud-Antwerpen. Zelfs koning Leopold II kwam op bezoek, waarna Pasmans het opschrift boven de kelder een tijd in "Keuninklijke Poesje" veranderde. Er werden voor de gelegenheid ook enkele nieuwe stukken bedacht (omdat alle poppenspelers analfabeet waren, werden de stukken in die tijd nog niet opgeschreven, maar allemaal mondeling overgeleverd). "De Poesje" werd op deze manier enkel nog bezocht door de burgerij en rijke mensen, wat de spelers zelf wel ten goede kwam, maar ze verloren hun oorspronkelijke publiek.

### De 20ste eeuw

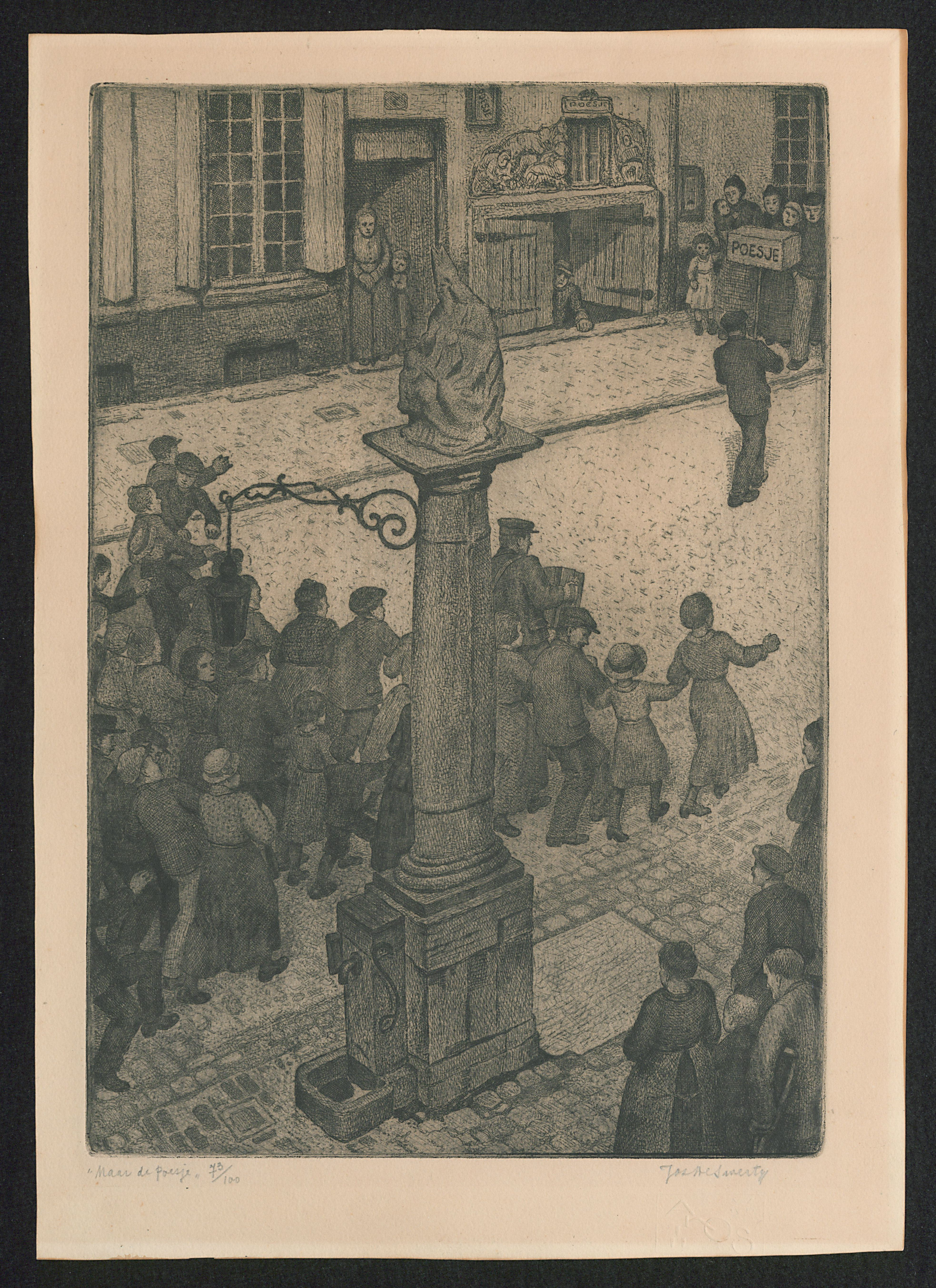
Naar de Poesje door Jos De Swerts

In 1904 overleed Pasmans en nam zijn schoonzoon Gust Deschamps de voorstellingen over. Doordat de volkswijken gesaneerd werden en de buurt leegstroomde werd "De Poesje" steeds duurder. In 1914 en 1920 werden twee aanvragen voor subsidie afgewezen en noodgedwongen werden de teksten op vraag van de bezoekers wat meer aangepast. Eind jaren '20 moest “De Poesje” noodgedwongen sluiten.

In 1930 werd Deschamps' huis en poesjenellenkelder overgekocht door een vzw, bestaande uit verzekeringsmakelaars, bankiers, beheerders, een nijveraar en een architect. Ze konden meteen optreden op de Wereldtentoonstelling van 1930 in Antwerpen. Toch ontstond er weer ruzie toen een van de spelers, Pol van Bogaert, wou opstappen, het theater tot brandhout verwerken en de poppen weggeven aan de kinderen uit de buurt. Dankzij de tussenkomst van zijn schoonbroer, Jef Van Campen, en de financiële hulp van journalist Jan De Schuyter werd het theater echter van de ondergang gered. Al in 1932 gaf Van Bogaert weer vertoningen in een kelder op de Sint-Niklaasplaats. Nu telde Antwerpen opnieuw twee poesjenellenkelders, één in de Repenstraat ("De Poesje") en één op de Sint-Niklaasplaats ("Poppenschouwburg Van Campen").
In 1941 overleed Pol Van Bogaert en nam zijn helper, Corneel Van Cakenberghe, bijgenaamd "Neel", de “Poesje” in de Repenstraat over. Hij werkte al sinds zijn 15de voor het gezelschap. Tijdens de Duitse bezetting in de Tweede Wereldoorlog werden de vaste vertoningen gestaakt, maar na de oorlog openden beide Poesjenellenkelders alweer de deuren. Ze kregen veel bijval, maar in 1956 werd de Poesje in de Repenstraat verkocht aan het stadsbestuur.
In 1962 besloot het Antwerpse stadsbestuur om beide Poesjenellentheaters te heropenen. Eén dag voor de première op 23 november 1962 viel Van Cakenberghe tijdens zijn werk in de haven in een 9 meter diep laadruim. Hij werd zwaargewond in het ziekenhuis opgenomen, maar zijn zoon, Henri, kon het werk voorlopig van hem overnemen. Een jaar later stond Neel alweer achter de schermen, zij het voorlopig op krukken. Het gezelschap van Corneel Van Cakenberghe en dat van Ward Smets ("Nonkel Ward") zouden voortaan afwisselend voorstellingen geven. Het voordeel aan deze situatie was dat er altijd wel één poesjenellentheater vertoningen kon geven. Het nadeel was dat door artistieke meningsverschillen deze regeling al in 1966 ten einde kwam.

Op 11 oktober 1981 ontving Corneel Van Cakenberghe uit handen van Minister van Cultuur Rika De Backer een gouden medaille voor zijn verdiensten. Hij bleef tot in zijn laatste dagen bij het gezelschap betrokken en overleed in 1984. Twee jaar eerder nam zijn zoon Henri (Rik) Van Cakenberghe de leiding over De Poesje over. Omdat de eeuwenoude kelder door verbouwingswerken in de buurt rond het Vleeshuis dreigde in te storten liet de overheid het gebouw enkele maanden renoveren. In 1987, ter gelegenheid van het 125-jarig jubileum, werden de poppen zelf ook opgeknapt.
De zoon van Neel, Robert Van Cakenberghe, speelde al van zijn 12 jaar regelmatig mee in de kelder van de Repenstraat. Stilaan nam hij de leiding over tot in de 21e eeuw. 
In 2019 was het erg stil geworden in de Antwerpse Poesje. Door de Corona-pandemie mochten de voorstellingen niet langer plaatsvinden. Nadien werd asbest aangetroffen in de kelder en bleek er een stabiliteitsprobleem. De stad zorgde voor de nodige ingrepen om de eeuwenoude kelder weer toegankelijk te maken zonder het specifieke karakter van het historische monument te schaden.
Begin 2024 werd de kelder vrijgegeven en ging Robert Van Cakenberghe op zoek naar nieuwe schaviezen om het stuk volkskundig erfgoed weer te reanimeren. Behalve zijn echtgenote Nora en zijn trouwe vriend Ben Vermeulen was er niemand meer overgebleven van de oorspronkelijke spelersgroep. Zo kwam hij terecht bij Ben Bervoets van kinderpoppentheater 'Klein maar moedig' die jarenlang ook in de poppenschouwburg Van Campen speelde en samen met zijn vader en Jan Gillis,  die voordien ook bij Van Campen speelden, ook poesjenellentheater voor volwassenen speelt in de kelder van het Fakkeltheater. Ben, Jan, Ben's zus Marianne en Glenn Pellis van de Antwerpse zanggroep 'De Pikkedieven' engageerden zich om met Robert de Poesje van de Reep weer tot leven te brengen en op 11 januari 2025 werd de eerste voorstelling een feit. Uit de oudste poesjenellenkelder van onze stad klonken weer lachsalvo's zoals het eeuwenlang traditie was. 

## Poesjenellentheater "Poppenschouwburg Van Campen"
Jozef-Judocus Van Campen (5 september 1882- 17 december 1965) was decorateur. Hij was zeer begaafd in schilderen, decoreren, restaureren en musiceren. Van Campen was geïnteresseerd geraakt in poppenspel dankzij Pol Van Bogaert, die in “De Poesje” in de Repenstraat speelde. Van Bogaert en Van Campen hadden elkaar kort na de Eerste Wereldoorlog leren kennen. Pol huwde later met Pauline Van Campen, de zus van Jozef-Judocus.
Omdat tijdens de jaren 30 de bevolking eerder naar de bioscoop trok dan naar poesjenellentheaters dreigden de poppentheaters te moeten sluiten. Pol Van Den Bogaert overwoog zelfs de poppen tot brandhout te hakken en/of ze weg te geven aan kinderen in de buurt. Journalist Jan De Schuyter kocht het Poesjenellenpoppentheater echter over en Jozef Van Campen kon Bogaert overtuigen met deze financiële steun verder te doen.  Op 21 oktober 1935 gaf Poppenschouwburg Van Campen zijn eerste voorstelling in de Stoofstraat 14, Antwerpen, waar de familie Van Campen toen woonde. De "schaviezen" waren onder meer : Pol Van Bogaert, Corneel Van Cakenberghe, de gebroeders Cordon en Willy Van Campen.
"Poppenschouwburg Van Campen" groeide uit tot een waar familiebedrijf en begon voorstellingen te geven die meer op kinderen gericht waren. Dit is vandaag de dag nog steeds zo en het voornaamste onderscheid tussen dit poesjenellentheater en "De Poesje" in de Repenstraat. Ze traden echter niet uitsluitend in Antwerpen op, maar trokken met een "vliegend theater" heel Vlaanderen rond. Op 13 juni 1936 trad Poppenschouwburg Van Campen voor het eerst op in de kelder op de Sint-Niklaas-plaats, eigendom van de Commissie voor Openbare Onderstand. Hier treden ze tegenwoordig nog steeds uitsluitend op.
Tijdens de Tweede Wereldoorlog bleef het theater doorspelen, al kregen ze één keer problemen omdat ze "samenscholingen van meer dan 5 personen" zouden organiseren. Na de oorlog duurde het tot 26 oktober 1948 voor het poppentheater weer voorstellingen begon te geven. De première werd zelfs bijgewoond door gouverneur Declercq en burgemeester Lode Craeybeckx. Craeybeckx was laaiend enthousiast en zorgde er vanaf 1949 voor dat Poppenschouwburg Van Campen een vaste speelruimte kreeg in de kelder op de Sint Niklaasplaats, bij de Sint-Niklaaskapel in de Lange Nieuwstraat. De opvoeringen kenden andermaal een groot succes, maar door de opkomst van televisie liep het bezoekersaantal terug en in 1964 moest het theater zelfs sluiten. Amper achttien maanden later, in het najaar van 1965, heropende de poppenschouwburg alweer. Karel van Campen en Constant van Campen (28 augustus 1907- 1 december 1982) traden hiermee in de voetsporen van hun overleden vader. Het poppentheater bloeide weer helemaal op en ontving in 1970 een ereplakket van minister van Cultuur Frans Van Mechelen. Drie jaar later ontving Constant van Campen een Gouden Palm in de Kroonorde uit handen van de Antwerpse Schepen van Cultuur Jos van Elewijck. In 1982 dreigde de poppenschouwburg te moeten verhuizen naar een ander gebouw omdat de brandveiligheid niet gewaarborgd was. Nadat hieraan een mouw was gepast kon het gezelschap verder optreden.
De bekendste stukken zijn: "De Vliegende Hollander", "Tinneke", "Blinde Beatrijs", "De Schele in het Steen", "Smokkel in de Moriaan", "Christoffel Plantijn", "Neus de Schavies", "De Zwarte Ruiter", "Morgen is het Bruiloft", "Fé de Smid", "Toverij en Goud",... Wat de Poppenschouwburg uniek maakt is dat de poppen veel kleiner zijn dan die in "De Poesje". Ook kunnen ze via een ingenieus mechanisme echt stappen.

Op 30 april 2016 viel het doek na 80 mooie jaren definitief bij Poppenschouwburg Van Campen. De poppen en decors krijgen een tweede leven in het Kruitmagazijn in Lillo.

## De Poesje van Sint-Andries
Sinds 18 oktober 1984 bevindt er zich ook een poesjenellenkelder in de Lange Ridderstraat, nabij de Sint-Andrieskerk in Antwerpen. Begin 19de eeuw waren de eerste Antwerpse poesjenellentheaters in de buurt van deze kerk gevestigd, maar omdat het stadsbestuur deze theaters destijds verbood verdwenen ze decennialang uit deze wijk. Oprichter Guy Van De Casteele richtte dit theater op via een vzw, "De Verlengde Huiskamer". In januari 1984 bezochten Van De Casteele en zijn vrouw een concert van de groep Katastroof. Tijdens de pauze hoorde hij dat er een speler van “De Poesje” in de zaal zat. Ze kregen samen de kans een poppenvertoning te geven tijdens het concert, wat voor Van De Casteele makkelijk was, gezien hij al diverse langspeelplaten van "De Poesje" van buiten had geleerd. Ze besloten samen te werken en in het najaar werd het poesjenellentheater van Sint-Andries uit de grond gestampt. In de loop der jaren groeide het  uit tot een bijzonder succesrijke onderneming die veel bezoekers aantrok. In november 1987 haalde de Poesje van Sint Andries het nieuws toen de pop de Neus ontvoerd bleek te zijn! De studentenclub Aymie van de Katholieke Vlaamse Hogeschool op Sint-Andries bleek de dader. Ze gaven de pop terug als de Poesje hen in ruil een vat bier trakteerde en toestond dat het drinklied van de Poesje ook als drinklied van de Aymie gebruikt mocht worden.
Het grote verschil tussen Sint-Andries en andere Poesjes is dat het taalgebruik van Sint-Andries niet zo plat is, schuttingtaal gemeden wordt en de stukken veel genuanceerder zijn. Hun maatschappelijke commentaar richt zich niet op rampen of andere gebeurtenissen met menselijke slachtoffers. Wel brengen ze satire op politici en bekende personen én op de aanwezigen in de zaal. Toen burgemeester Bob Cools in september 1986 een voorstelling bijwoonde verscheen er zelfs zonder zijn medeweten een pop die op hem leek ten tonele. Ook andere bekende figuren worden soms als poppen opgevoerd, zoals Boudewijn I van België, Fabiola, Leo Tindemans en etalageschilder Rubbes. Toen het 200ste Nero-verhaal verscheen werd er zelfs bij de huldiging van Marc Sleen een nieuw stuk opgevoerd, “De Groene Flessendief”, waarbij zelfs Nero als pop werd opgevoerd. Naast volwassenenvoorstellingen geven ze ook kindervoorstellingen.
Ook worden de poppen af en toe ook buiten de poesjenellenkelder opgevoerd om feestelijkheden op te fleuren. Zo verschenen ze in 1985 bij de eerste Antwerpse Kerstmarkt. In 1984 traden ze zelfs in Wales om geld in te zamelen voor een kertsfeest voor de mijnwerkerskinderen. Ook in Rotterdam en op het Antwerpse Stadhuis waren de poppen te zien.
Bekende stukken zijn: "Het Koningskind", "'s Nachts in het Stadspark", "Kerstmis op Sint-Andries", "Fransooi den Valschen Ridder", "Den Trouw van de Schele", "De Markt op Sint-Andries", "De Zeerover van Abessien", "De Gevluchte Prinsars" en "Het Stamineespook".

## Poesjenellentheater "Poesje van de Lange Wapper"
De Poesje van de Lange Wapper  werd door twee enthousiastelingen, Jan Verhelst en Ludwig Callaerts, opgericht in 1987, en begon in 1988 te spelen. Eerst in Mortsel, maar vanaf 2001 in de kelders van afspanning “het Waagstuk” op de Stadswaag in Antwerpen. Deze kelders hebben de vorige generaties nog gekend als “de zigeunerkelder”.
Dit theater speelt regelmatig op vrijdagavonden in die historische omgeving. De specialiteit van deze poesje is te spelen voor groepen. Als er een groep komt, krijgt die op voorhand een vragenlijst om in te vullen: wie is de dikke, wie is de gierigaard, wie is de playboy enz. De antwoorden op die vragen worden in het stuk verwerkt, zodat het net is alsof het stuk voor die groep is geschreven.
De stukken zijn zelfgeschreven. Ofwel op basis van een eigen verhaal, ofwel op basis  van bestaande stukken uit de wereldliteratuur zoals  bv “de vliegende hollander” of “don giovanni” om maar enkele voorbeelden te noemen.
Alle conversaties zijn uiteraard in het Aantwaarps.
Bekende stukken zijn:  “De verdoemmenis van de Schele”, "Den Valschen Ridder", “den burokrawaat”, “de schelen trompetter”, “De Kop zijn Marie is kwijt”, “De scrabeuze esbattemenente van Lange Wapper”, “Warreken”, “de scheve lavabo’s”, “den bronstige minnaar”, “de vliegende hollander”, enz.
Nu worden stukken op maat gemaakt om mensen te vieren. Er wordt vooral gespeeld in de kelders van de "Highlander" op de Stadswaag.

## Poesjenellentheater “Water en Wijn”
In 1981 werd door zanger Wannes van de Velde, Marc Brigou en Guy Goris het poesjenellentheater “Water en Wijn” opgericht. Kris Goris vervoegde hen snel na de start.
Later liet Kris zich vervangen door Mieke Claes en Marc door Koen De Smet. De eerste repetities vonden plaats op de zolder van het ouderlijk appartement van Wannes in de Hoogstraat te Antwerpen, later repeteerde het gezelschap in een lokaal van de gebouwen van Ercola aan de Wolstraat. Wannes schreef de teksten en muziek, schilderde de decors, ontwierp de poppen en voerde ze ook eigenhandig uit. Guy bouwde een theater en Kris maakte een basic lichtorgeltje. Water en Wijn trad op in diverse Culturele Centra en was te gast tijdens een TV programma bij Johan Verminnen. Het gezelschap voerde niet enkel eigen stukken op, maar ook toneelstukken van Michel de Ghelderode (“Kristoffel Columbus”).
De stukken waren cynischer, sociaal geëngageerder en bij momenten erg ernstig.

## "Het Spelleke van Semini"
Het Spelleke van Semini ontstond in 2002 als een initiatief van het Antwerps Komitee Semini in Ere (AKSIE) dat sinds 1987 elk jaar op de eerste zaterdag van de lente, de Seminiviering organiseert om het verhaal van het oudste beeld van Antwerpen, Semini levend te houden.
In 2002 volstonden de weinige inkomsten die de vzw had niet meer om de traditionele Seminiviering in leven te houden. De tijd dat fanfares en andere organisaties gratis meededen geraakte voorbij. Er moest  gezocht naar een andere manier om fondsen te verzamelen en het verhaal van Semini te vertellen.
Vanuit zijn fascinatie voor de Antwerpse Poesje schreef de stichter van AKSIE, Herman Wauters, een poppenspel in ongezouten Antwerps vol humor en anachronismen waarin naast Semini zelve ook Brabo en natuurlijk De Neus voorkwamen. “Semini en de val van Antwerpen” situeerde zich dan ook net voor, tijdens en na de val van Antwerpen in 1585.
Omdat AKSIE geen poesjenellengezelschap vond die het stuk kon brengen, zat er niets anders op dan het zelf te doen. De eerste jaren speelden Het Spelleke van Semini enkel reisvoorstellingen, maar het opbouwen en afbreken van de reizende poppenkast duurde langer dan het spelen.
In 2009 werd er – dankzij de wijkvereniging Klein-Antwerpen - een vaste stek gevonden in het BuurtFoyer Elcker-ick in de Breughelstraat.
Toen in 2013 aan de samenwerking met Elcker-ick een einde kwam, verhuisde het gezelschap naar de derde verdieping boven café den Bengel op de Grote Markt. Sindsdien spelen ze daar elke laatste zondag van de maand – behalve tijdens de zomermaanden - ludiek poesjenellentheater in het Antwerps dialect.
Op het repertoire staan, naast het reeds genoemde “De Val van Antwerpen”, o.a. ook nog “De Spastische Chirurg”, "Brabo, nen Antwaarpse Romijn”, “Spel in d’Hel”, "Den Truc met de Zwaan", "Tschelt", "Faust", ...

## "De Poesje van Klein Stanneke"
De leerkrachten van een vrije basisschool , op de grens van de districten Berchem en Wilrijk, speelden in 2016 een stuk 'Kwelgeesten en kweldergras' waarin acteurs de rollen van de traditionele poesjefiguren Neus, Bult en Kop vertolkten. Toen ze tijdens een feestje van een collega enkele stangpoppen vonden, typisch voor het poesjenellentheater, rijpte het idee om zélf poppen te gaan ontwerpen en maken. Daarmee maakten ze in 2018 'Het spook van de viswinkel' waarin Bult, Kop en Neus op zoek gingen naar de verdwenen amulet van Thijs Pladijs, het ongelukkige spook. "De Poesje van Klein Stanneke"  was geboren. 
Sindsdien maakt een enthousiaste groep van leerkrachten de verhalen, decors, nieuwe poppen en kostuums en creëren ze voorstellingen voor de kinderen van de lagere school. Die konden in december 2019 genieten van 'De Schele Sinterklaas'. In 2020 stond 'De kwakzalver van de Koekenstad' op de planning, maar door covid kon dit stuk pas in oktober 2022 gespeeld worden. Ondertussen kon men wel op het Stanfeest 2022 mee op zoek naar 'De schat van de jungle' en tijdens het Stanfeest van 2023 werd 'De levende pop' gecreëerd. In maart 2025 speelde "De Poesje van Klein Stanneke" ‘Het Marsmanneke van Venus.
Speciaal aan "De Poesje van Klein Stanneke" is dat ze voor kinderen spelen. Het is eigenlijk de figuur van Klein Stanneke, een kind gekleed in het turnuniform van de school dat de verhalen verzint en vertelt en de kinderen door de voorstelling leidt waarin de typische poesje-elementen verwerkt zijn. Zo doen de hoofdfiguren Neus, Schele, Kop en Bult hun eigen rebelse goesting en meppen tijdens elk stuk minstens één keer goed op elkaar. Ze spreken Antwerps en maken tussendoor allusies op actuele toestanden die dan weer vooral door de volwassenen gesmaakt worden. 
Klein Stanneke is ook overal in de school aanwezig, van de speelplaats tot het voetbalveld, de fietsenrekken en zelfs in de toiletten. Daar verduidelijkt hij de praktische afspraken die op school gelden. Hij en de andere voddebalen figureren ook in de ’nieuwsbrief van de school en zijn dus actief bij het schoolleven betrokken. Op deze manier brengt De Poesje van Klein Stanneke meteen ook de oude, Antwerpse traditie tot bij de nieuwe generatie.

## Stijl en reputatie
De poesjenellenstukken worden in het Antwerpse dialect opgevoerd en spelen zich doorgaans af in de 16de eeuw. Desondanks worden er vele verwijzingen naar de hedendaagse actualiteit en maatschappij gemaakt. Er wordt een plot gevolgd, maar ook véél geïmproviseerd. De verhalen omvatten diverse sprookjesachtige elementen, zoals draken, koningen, prinsessen, wildemannen, geraamtes, reuzen en ridders. Traditiegetrouw bevindt er zich aan het einde van elke voorstelling minstens één grote veldslag. Desondanks zijn de meeste poesjenellenpoppentheaters vanwege hun seksueel getinte humor, absurde grappen, platte Antwerpse dialect, anti-autoritaire houding en gebruik van scheldwoorden niet altijd geschikt voor kinderen, maar eerder een voorstelling voor volwassenen. 
De theaters treden op voor verenigingen, clubs, maar ook gewone bezoekers. Iedere show gebeurt op aanvraag en er worden over alle aanwezigen altijd specifieke anekdotes en karaktertrekken gevraagd die dan in de voorstelling verwerkt worden. Bijvoorbeeld: "Wie is de nieuwsgierige?", "Wie is de charmeur?", "Wie is verzekeringsmakelaar?", ... Elke opvoering is hierdoor uniek. Traditiegetrouw wordt het publiek eerst afgehaald door een accordeonspeler, bijgenaamd "Schele Vanderlinden". De man neemt hen dan mee naar het poesjenellentheater.
De oudste stukken van “De Poesje” uit de Repenstraat zijn: "De Leeuw van Vlaanderen", "Genoveva van Brabant", "De Zwarte Profeet" en "Romeo en Julia" (dit laatste stuk wordt ook weleens: "De Muzikale Matinee", "Rommel van Juliette" en "Rommelt zo niet met Juliette" genoemd.) Latere stukken zijn: "De Neus met de Blote Verdoemmenis", "De Staarken Bakker van Antwerpen of de Franse Furie", "De Maegd van de Burchtgracht" en "De Voddenrapers van de Bloedberg".

## Hoofdrolspelers
De belangrijkste poppen in alle poesjenellentheaters zijn:
- De Neus, een pop met een karakteristiek grote neus. Hij is de held van elk stuk.
- De Schele, een stotterende, scheel kijkende, maar verstandige pop.
- De Kop, een altijd dronken pop.
- De Bult, een pop met een bult (kyfose|bochel) op zijn rug.
- Belleke of "Belle Jeanette", een aartslelijke vrouw, die echter wel goedaardig kan zijn.
- Satan
- Den Djon

## Andere poesjenellenkelders
- De Poesje van Sint-Andries[9]
- Antwerps poesjenellentheater Straffen Toebak, dat in de kelder speelt van het café Den Bengel op de Grote Markt[10] (Is intussen gestopt).
- De Poesje van de Lange Wapper
- De Koninklijke Schouwburg Van Campen. Dit theater bevond zich in de Antwerpse Lange Nieuwstraat en gaf ook kindervoorstellingen[11]  Begin 2017 verkocht en thans in Lillo gehuisvest.
- Het Spelleke van Semini[12]
- Maastricht : de Poesjenellenkelder van Jan Nelissen en later Pieke Dassen

## Wetenswaardigheden
- Het woord "poesjenel" wordt in relatie tot de bewegingen van een marionet eveneens gehanteerd voor een slungelig persoon, een hansworst.
- Het personage "Neus" is deels gebaseerd op de Antwerps dorpsfiguur, Frans de Neus,  die bekendstond om zijn grote neus en overmatig drinkgedrag. Op 7 april 1990 heeft "De Neus" een standbeeldje op het zogenaamde Neuzenplein aan de Antwerpse Nationalestraat, Prekersstraat en Lange Vlierstraat. Een andere versie is dat de Neus afstamt van het Italiaanse "pulcinella", een figuur uit de "comedia del arte" die een grote Neus en een bochel had. Die figuur heeft heel wat poppentheaters in Europa beïnvloed. In Antwerpen is die figuur met neus en bochel uitgesplitst in twee figuren: de Neus en den Bult.
- De Nederlandse dichter J.W.F. Werumeus Buning schreef in 1949 een gedicht over "De Poesje" en bezong hierbij "De Neus van Antwerpen".
- De zanger Wannes Van de Velde De Neus of andere poesjenellen in enkele van zijn liederen laat optreden.[13]
- De Neus, de Schele en de Kop spelen een rol in de Suske en Wiskealbums De poppenpakker (1973-1974) en De 7 schaken(1995).
- In het Kiekeboealbum De snor van Kiekeboe (1984) wandelt Kiekeboe in strook 36 langs de Poesje.
- Hug, alias Hugo Leyers (1930-2007), tekende in 1986 samen Piet Schepens (Pisché) als scenarist een geen lang leven beschoren stripreeks rond de Neus, de Schele, de Kop en Belle: "Met De Neus en Co op Stap"
- De groep De Strangers had in 1974 een hit met “Schele Vanderlinden”, gebaseerd op de bijnaam van de accordeonist die de mensen naar de Poesje leidt.
- De Nederlandse illustrator Anton Pieck wist de gezelligheid van de Antwerpse Poesjenellenkelder vast te leggen in een van zijn talloze illustraties.[14]